# Diocèse de Ningyuan

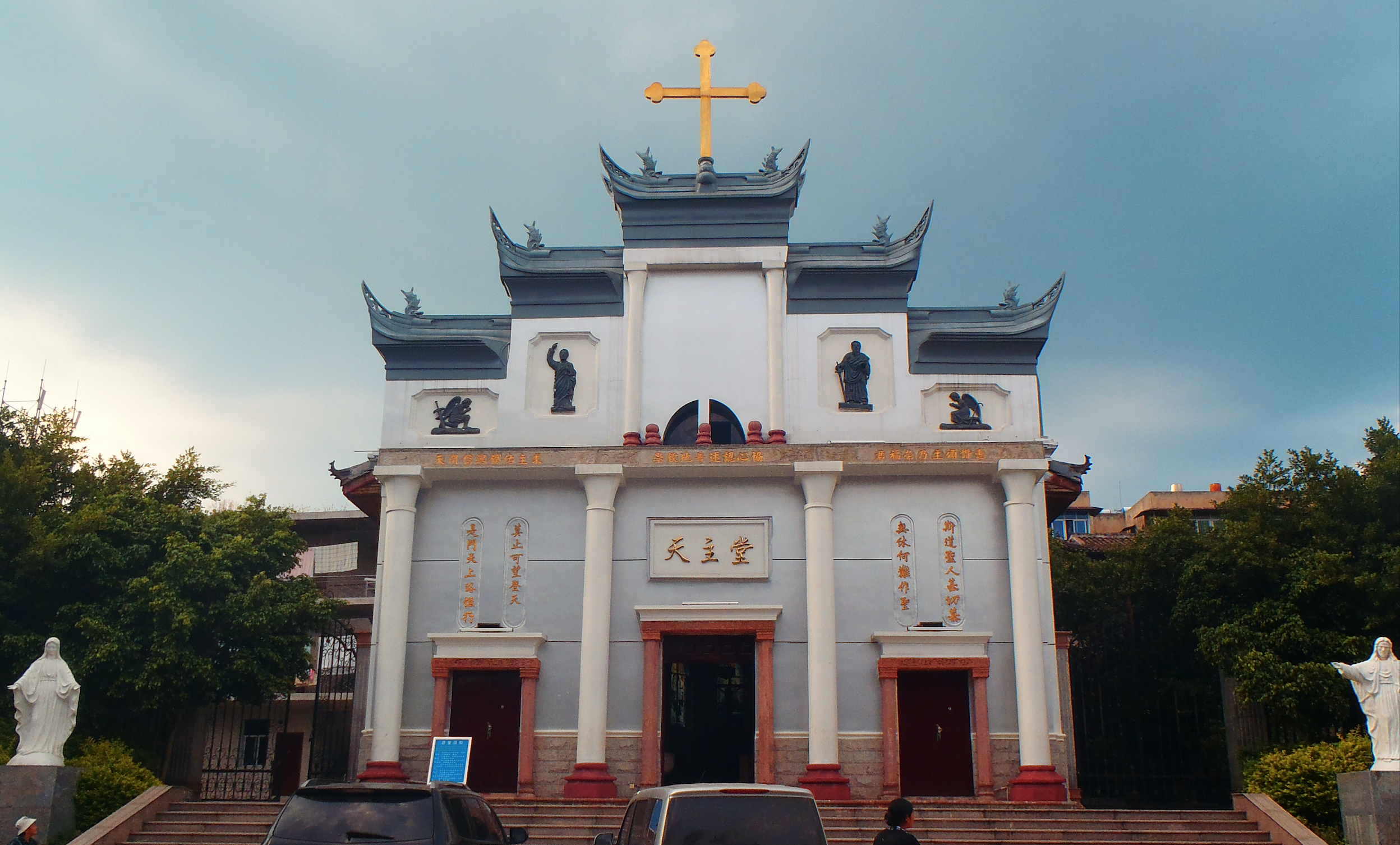
Cathédrale des Anges de Xichang

Le diocèse de Ningyuan (en latin : Diocoesis Nimiuenensis) est un diocèse catholique de Chine érigé le 11 avril 1946. Il est suffragant de l'archidiocèse de Chongqing dans le Sichuan (Sétchouan). C'était un territoire confié à la société des Missions étrangères de Paris.

## Historique

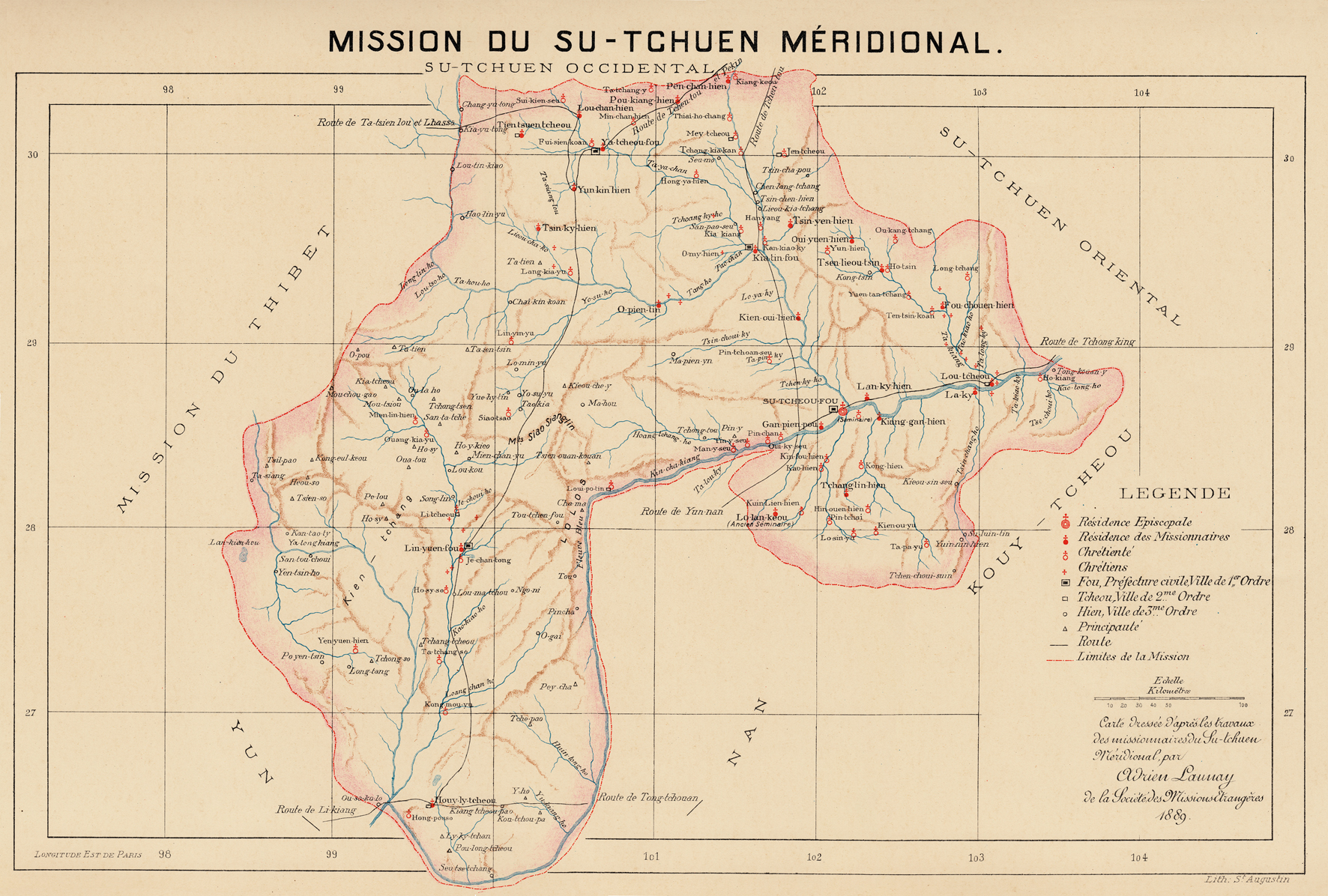
Carte dressée d'après les travaux des missionnaires du Su-tchuen méridional, par Adrien Launay, 1889.

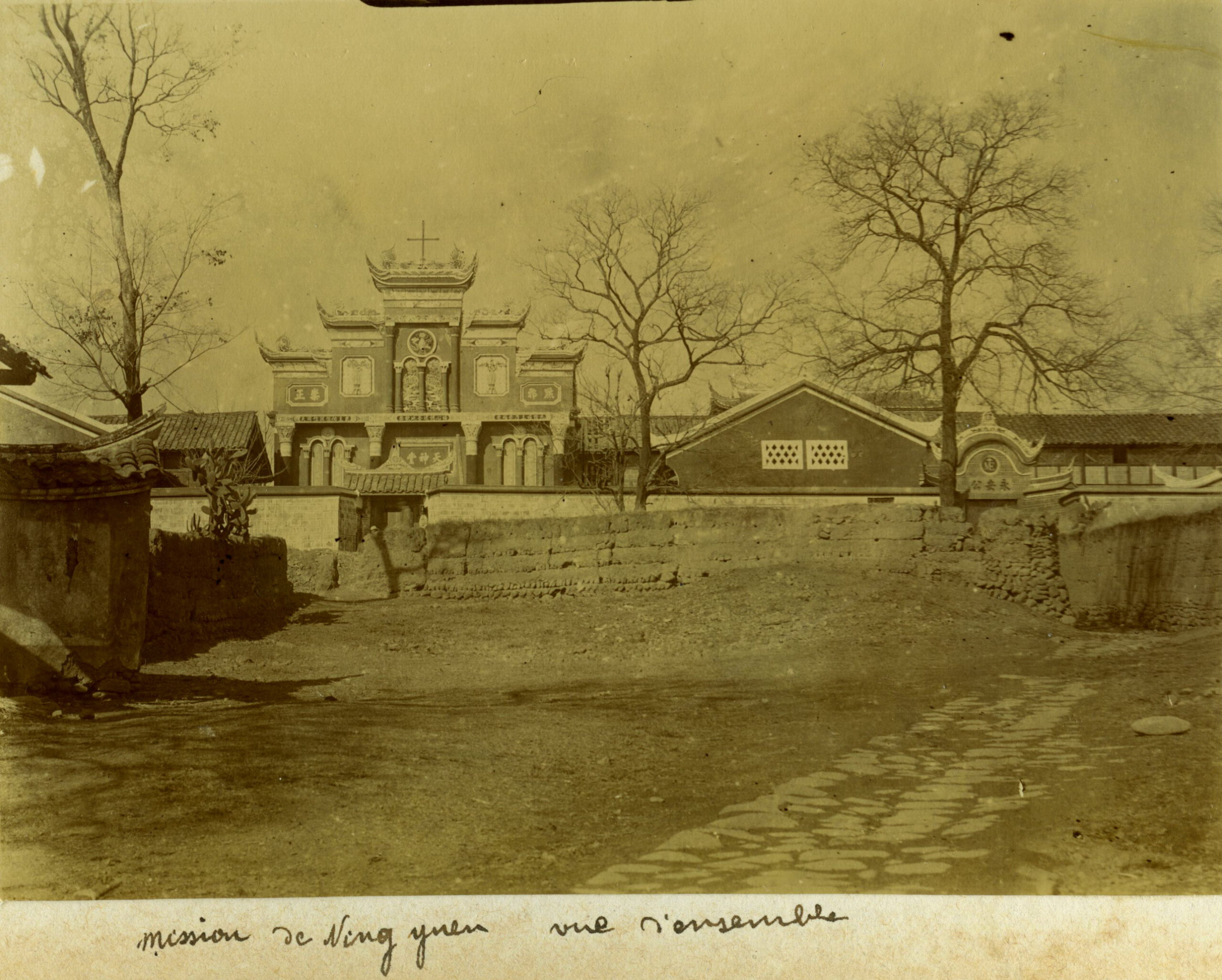
Cathédrale des Anges de Ningyuan, c. 1920.

- 12 août 1910: fondation du vicariat apostolique de Hiens-chang (ou Kien-Tchang dans les transcriptions françaises d'autrefois, ou encore Xichang, aujourd'hui Jiangchang) à partir de territoires du vicariat apostolique du Sétchouan méridional. C'est sous le vicariat de Mgr Bourgain qu'est fondé un couvent de religieuses maîtresses d'école, les Vierges chinoises de la Doctrine Chrétienne, formées spirituellement et intellectuellement par les franciscaines missionnaires de Marie ainsi qu'une école primaire et secondaire Sainte-Anne et un petit séminaire avec apprentissage du latin.
- 3 décembre 1924: renommé vicariat apostolique du Ningyuan-fu (Lin-yuen-fou). C'est à l'époque de Mgr Baudry que le diocèse accroît considérablement ses activités et ses œuvres : plus d'une trentaine d'églises sont construites et des dizaines de chapelles, ainsi que des dispensaires et des petites écoles.
- 11 avril 1946: élevé au statut de diocèse de Ningyuan par la bulle de Pie XII, Quotidie Nos[1].
- Les missionnaires sont arrêtés et expulsés en 1949 par les nouvelles autorités communistes. Les biens sont confisqués. Le culte est progressivement restreint ou interdit. La révolution culturelle accroît la répression et détruit des dizaines d'églises.
- Après le IIIe Congrès du Parti communiste chinois, les religions sont de nouveau autorisées. Le catholicisme dans le diocèse reprend ses activités dans les années 1990.

## Ordinaires

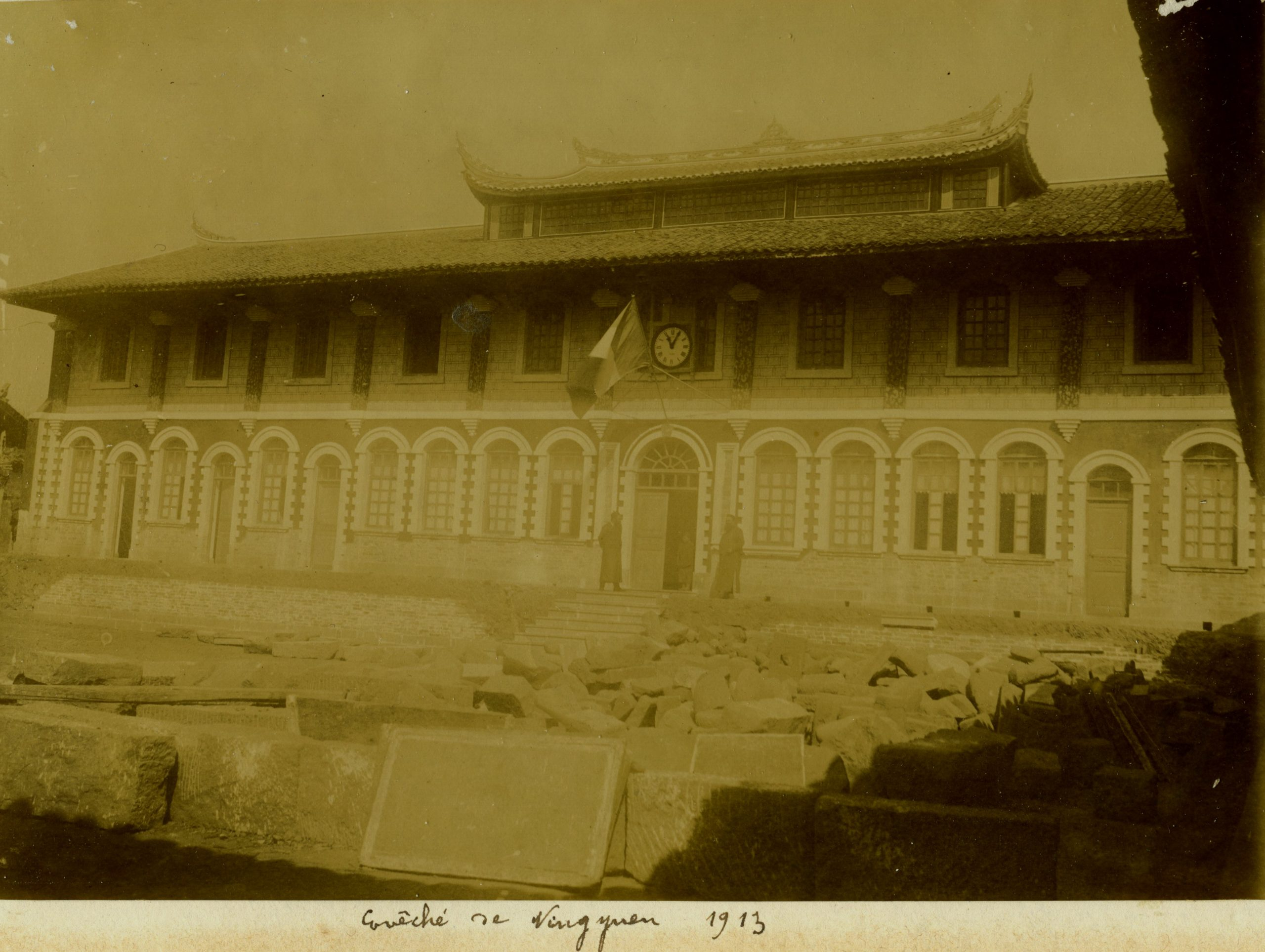
Évêché de Ningyuan, 1913.

- Jean-Baptiste Budes de Guébriant, mep, 12 août 1910 - 28 avril 1916, nommé à Canton
- Joseph Bourgain, mep, 31 mars 1918 - 30 septembre 1925
- Stanislas-Gabriel-Henri Baudry, mep, 18 mars 1927 - 6 août 1954

## Statistiques
Il y avait en 1950 dans ce diocèse de deux millions d'habitants, 11 143 baptisés, pour 35 prêtres (dont deux réguliers, 19 prêtres chinois et 13 prêtres européens), 6 religieux et 36 religieuses (23 Chinoises et 13 Européennes). Ils disposaient de 30 églises
Actuellement, depuis la fin de l'interdiction totale du culte chrétien dans les années 1990, le diocèse - qui n'a toujours pas d'évêque, le gouvernement refusant les nominations du Saint-Siège - est administré par le Père Lei Jiapei. Le diocèse regroupe 22 villes et cantons avec la préfecture de Liang-Chang et celle de Pan-Ji-Hua et compterait en 2009 environ 35 000 catholiques (dont un certain nombre de l'Église du silence, fidèle à Rome). Ils disposent de treize églises et de sept centres d'activité, animés par neuf prêtres (qui ont fait leurs études au séminaire de Chengdu et ont tous moins de 45 ans), huit religieux et vingt-cinq religieuses qui ont eu le droit de reprendre la vie conventuelle en 1993. L'Église locale administre trois écoles d'infirmières dans la région.

## Source
- Annuaire pontifical, 2004